# Arnold Marti
Arnold Marti (* 14. März 1951, heimatberechtigt Bettlach SO) ist ein Schweizer Richter und Rechtswissenschafter.

## Leben
Der im Kanton Schaffhausen aufgewachsene Arnold Marti schloss 1976 sein Studium der Rechtswissenschaft an der Universität Zürich mit dem Lizentiat ab und promovierte 1985 bei Ulrich Häfelin mit einer Dissertation zum Thema «Die Verwaltungsgerichtsbarkeit im Kanton Schaffhausen». Zwei Jahre später Erwarb er das Anwaltspatent des Kantons Schaffhausen. Gestützt auf seine Kommentierung der Art. 5 f. ZGB im Zürcher Kommentar erhielt er 1999 die Venia Legendi für Staats- und Verwaltungsrecht. 2005 wurde er zum Titularprofessor befördert. An der Universität Zürich hält er Übungen und Vorlesungen zum Bau- und Umweltrecht.
Seine Justizkarriere begann Marti nach dem Studium am Kantonsgericht Schaffhausen. 1977 wechselte er als Gerichtsschreiber ans Obergericht. Seit 1987 ist er Mitglied und Vizepräsident dieses Gerichts.
1987 bis 1999 war Marti Präsident der kantonalen Rekurskommission für die Arbeitslosenversicherung. Seit 1987 ist er Mitglied der Anwaltsprüfungskommission und seit 2002 Präsident der Aufsichtsbehörde über das Anwaltswesen. Als Gutachter und Experte war er insbesondere im Raumplanungsrecht für verschiedene Behörden tätig (unter anderem in der Expertengruppe Revision RPG und in der Verfassungskommission des Kantons Schaffhausen).
Marti hat diverse Beiträge zum Raumplanungs-, Bau- und Umweltrecht publiziert, darunter zusammen mit Heribert Rausch und Alain Griffel ein Lehrbuch zum Umweltrecht. Daneben hat er an verschiedenen Kommentaren zur Bundesverfassung, zur Verfassung des Kantons Schaffhausen, zum Raumplanungsgesetz und zum Zivilgesetzbuch mitgewirkt. Zudem ist er Mitglied der Redaktionskommission der Zeitschrift «Umweltrecht in der Praxis» und Mitglied der Redaktion des «Zentralblatts für Staats und Verwaltungsrecht».